# Houria Aïchi
Pour les articles homonymes, voir Aichi (homonymie).
Houria Aïchi (en arabe : حورية عايشي) est une chanteuse algérienne interprète de musique chaouie, née à Batna dans les Aurès.

## Biographie
Née dans les Aurès, elle est lycéenne au lycée de Constantine puis à l'université d'Alger. Elle part ensuite à Sorbonne Université étudier la psychologie, dans les années 1970. Elle enseigne la sociologie quand elle commence à se produire sur scène en 1985 pour interpréter des chants traditionnels de son enfance (berceuses, chansons d'amour, accompagnées d'instruments traditionnels (gasbâ, bendir). Elle enregistre deux albums dans cette veine. Elle participe aussi à la musique du film Un thé au Sahara de Bernardo Bertolucci (1990).
Son troisième album, Khalwa (la retraite mystique), réalisé avec la collaboration d'Henri Agnel, est consacré aux chants sacrés d'Algérie, comprenant des dhikrs soufis. Elle se produit en 2008 et 2013 sur le festival Au fil des voix,. Elle s'y reproduit le 26 janvier 2023.
Elle collabore avec le compositeur Ryuichi Sakamoto sur le morceau Nuages tiré de l'album Traversía.